# راؤول فيتالي
راوول غريغوري فيتالي (بالإنكليزية:Raoul Gregory Vitale) ‏ (12 شباط 1928 - 29 أيلول 2003) هو عالم موسيقي سوري أعطى وصفاً كاملاً للسلالم الموسيقية البابلية التي كانت مستخدمة في موسيقى بلاد الرافدين والشرق الأدنى، وأيضاً قدّم قراءة للتدوين الموسيقي للرقيم H-6 المكتشف في مدينة أوغاريت الأثرية الذي يعتبر أول تدوين موسيقي كامل معروف في التاريخ.

## حياته
ولد راوول غريغوري فيتالي في مدينة اللاذقية في سوريا سنة 1928 من والدين من عائلة فيتالي حيث تقيم هذه العائلة في اللاذقية من بداية القرن الثامن عشر وتنحدر من عائلة فيتالي الإيطالية المعروفة.
درس المرحلة الابتدائية الإعدادية والثانوية في اللاذقية في مدرسة أخوية الفرير ثم تابع بعدها دراسته في لبنان في الجامعة الأميركية حيث حصل على شهادة ماجستير في علوم الفيزياء. عمل مدرساً للفيزياء في الجامعة الأميركية في بيروت وفي الجامعة اللبنانية. تزوج عام 1968 في لبنان ورزق ثلاثة أبناء ذكور. عاد إلى مدينة اللاذقية سنة 1975 بعد بداية الحرب الأهلية اللبنانية حيث عمل في أعمال تجارية متنوعة. توفي راوول فيتالي في 29 أيلول سنة 2003 ميلادية.

## اهتماماته العلمية
إلى جانب اهتمامه العلمي بالفيزياء كان مهتماً بعلم الموسيقى والتاريخ القديم للشرق الأدنى.
كان في شبابه عضواً في النادي الموسيقي في اللاذقية وفي رابطة أصدقاء أوغاريت ثم جمعية العاديات في اللاذقية وبقي لفترة طويلة رئيساً للجنة الثقافية فيها.
درس علم الموسيقى وتاريخ الشرق الأدنى من باب الهواية وكتب عدة مقالات وأعطى عدة محاضرات في هذين المجالين.

## أعماله

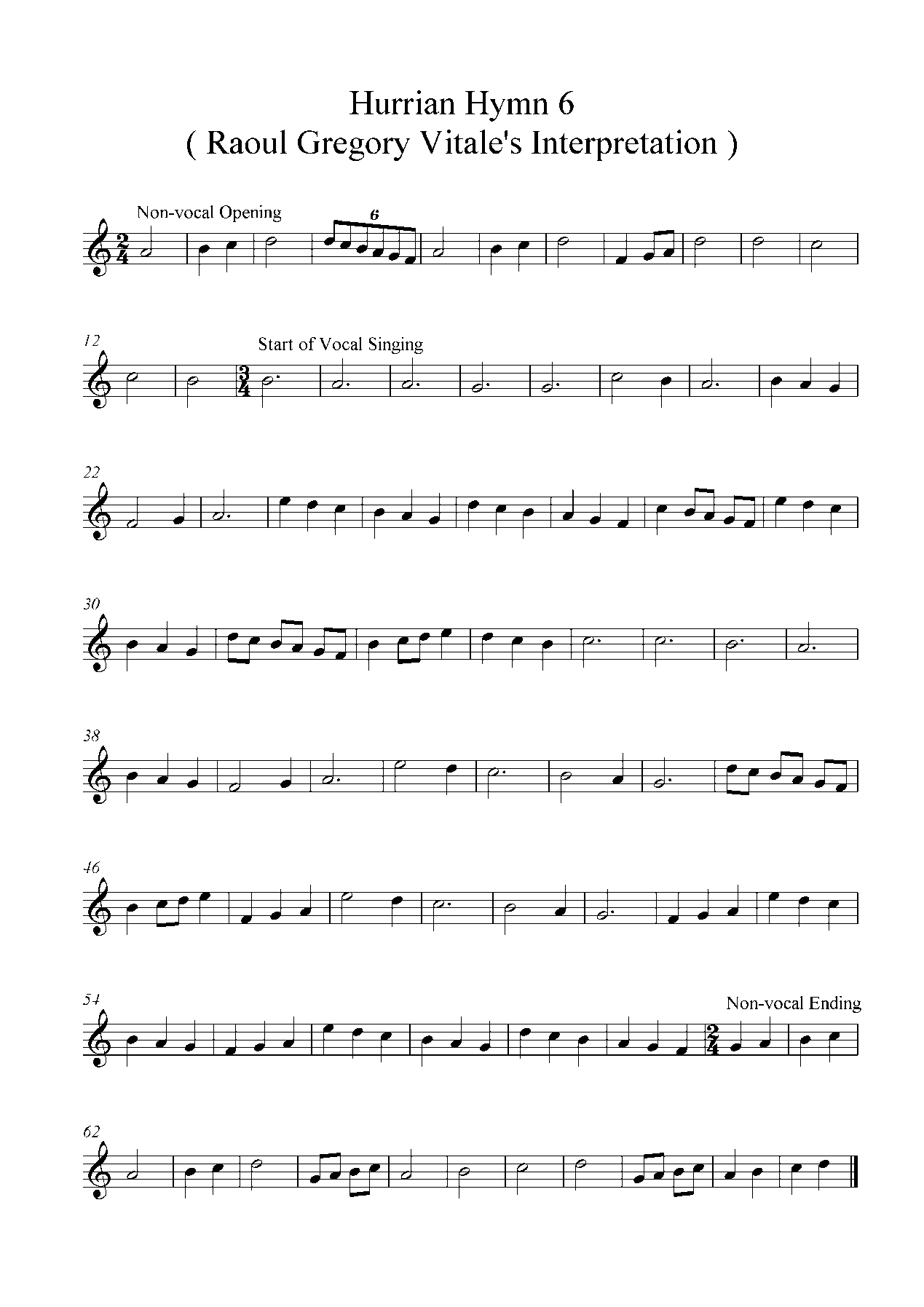
أنشودة العبادة الأوغاريتية قراءة راوول فيتالي

أهم أعماله هو تقديم التحديد الكامل لدرجات السلالم الموسيقي البابلية، وقد لقي عمله هذا قبولاً واسعاً وتمّ تثبيت صحته من قبل الأبحاث الأجد، مثلاً من قبل م. ل. ويست و أو. ر. غيرني.
أيضاً من أهم أعماله تقديم قراءة كاملة للتدوين التدوين الموسيقي للرقيم ح – 6 الأوغاريتي الذي يعد أقدم تدوين موسيقي معروف في العالم.
من الأبحاث التي لها أهمية خاصة أيضاً بحثه حول كيفية ترتيب أحرف الأبجدية الأوغاريتية وهو الترتيب سارت عليه جميع اللغات السامية والإغريقية واللاتينية.

## أبحاثه المنشورة
- La tablette musical H-6. Archeologiques Arabe Syriennes 29 - 30 (1979 - 1980)
- La Musique suméro-accadienne: gamme et notation musicale. Ugarit-Forschungen 14 (1982): 241–63.
- أقدم موسيقا معروفة في العالم". الحياة الموسيقية العدد 3 سنة 1993 والعدد 6 سنة 1994"

## من أبحاثه العلمية التي ألقاها على شكل محاضرات
- العرب في سوريا قبل الإسلام
- التناظر الشكلي للأحرف الأوغاريتية
- أشكال وترتيب الحروف الأوغاريتية
- الرقِم عبر التاريخ – اختراع وتطور كتابة الأعداد
- ساميون أم لا
- الكنعانيون
- أوغاريت لا كنعانية ولا فينيقية

إضافة إلى محاضرات تثقيفية في مواضيع الفيزياء والرياضيات والتاريخ والموسيقا وله مشاركات عديدة في الندوات العلمية والمهرجانات الثقافية.